# Toan hô hấp
Toan hô hấp là tình trạng cấp cứu khi giảm thông khí làm tăng nồng độ cacbon dioxide trong máu và làm giảm pH máu (nhiễm toan).
Cacbon dioxide được tạo ra liên tục do quá trình hô hấp tế bào trong cơ thể, nếu phổi không loại bỏ CO2 kịp thời thì CO2 sẽ bị tích tụ nhanh chóng. Giảm thông khí phế nang dẫn đến tăng PaCO2 (tình trạng tăng CO2 máu). Tăng PaCO2 làm giảm tỷ lệ HCO3−/PaCO2 và giảm pH.

## Phân loại
Toan hô hấp bao gồm cấp và mạn:
- Trong toan hô hấp cấp tính, PaCO2 tăng trên mức bình thường (hơn 6.3 kPa hoặc 45 mm Hg) kèm theo toan máu (pH <7.36).
- Trong toan hô hấp mạn tính, PaCO2 tăng trên mức bình thường, với pH máu bình thường (7.35 đến 7.45) hoặc gần như bình thường nhờ thận bù trừ và tăng bicacbonate huyết tương(HCO3− >30 mm Hg).

## Nguyên nhân

### Cấp tính
Toan hô hấp cấp tính xảy ra khi có cản trở thông khí đột ngột. Nguyên nhân có thể do ức chế trung tâm hô hấp bởi bênh lý thần kinh hoặc thuốc, thông khí không tương xứng do bệnh thần kinh cơ (ví dụ bệnh nhược cơ, xơ cứng teo cơ một bên, hội chứng Guillain–Barré, loạn dưỡng cơ), hoặc tắc nghẽn đường dẫn khí do đợt cấp hen phế quản hoặc bệnh phổi tắc nghẽn mạn tính (COPD).

### Mạn tính
Toan hô hấp mạn tính thứ phát do nhiều bệnh lý như COPD. Giảm thông khí trong COPD liên quan với nhiều cơ chế, bao gồm giảm đáp ứng với tình trạng hạ oxy máu vào tăng CO2 máu, không tương xứng giữa thông khí và trao đổi khí dẫn đến tăng khoảng chết thông khí, và giảm chức năng của cơ hoành thứ phát do hô mê và tăng thông khí quá nhanh.
Toan hô hấp mạn tính cũng có thể thứ phát do hội chứng ngừng thở khi ngủ (ví dụ hội chứng Pickwickian), rối loạn thần kinh cơ như xơ teo cơ một bên và rối loạn thông khí hạn chế nặng ở bệnh phổi kẽ hay biến dạng lồng ngực.
Bệnh phổi gây bất thường trao khổi khí phế nang thường không gây giảm thông khí nhưng có xu hướng kích thích thông khí và làm giảm CO2 máu thứ phát dẫn đến hạ O2 máu. Tăng CO2 máu chỉ xảy ra khi bệnh rất nặng hoặc yếu cơ hô hấp.